# Richard Lattorf

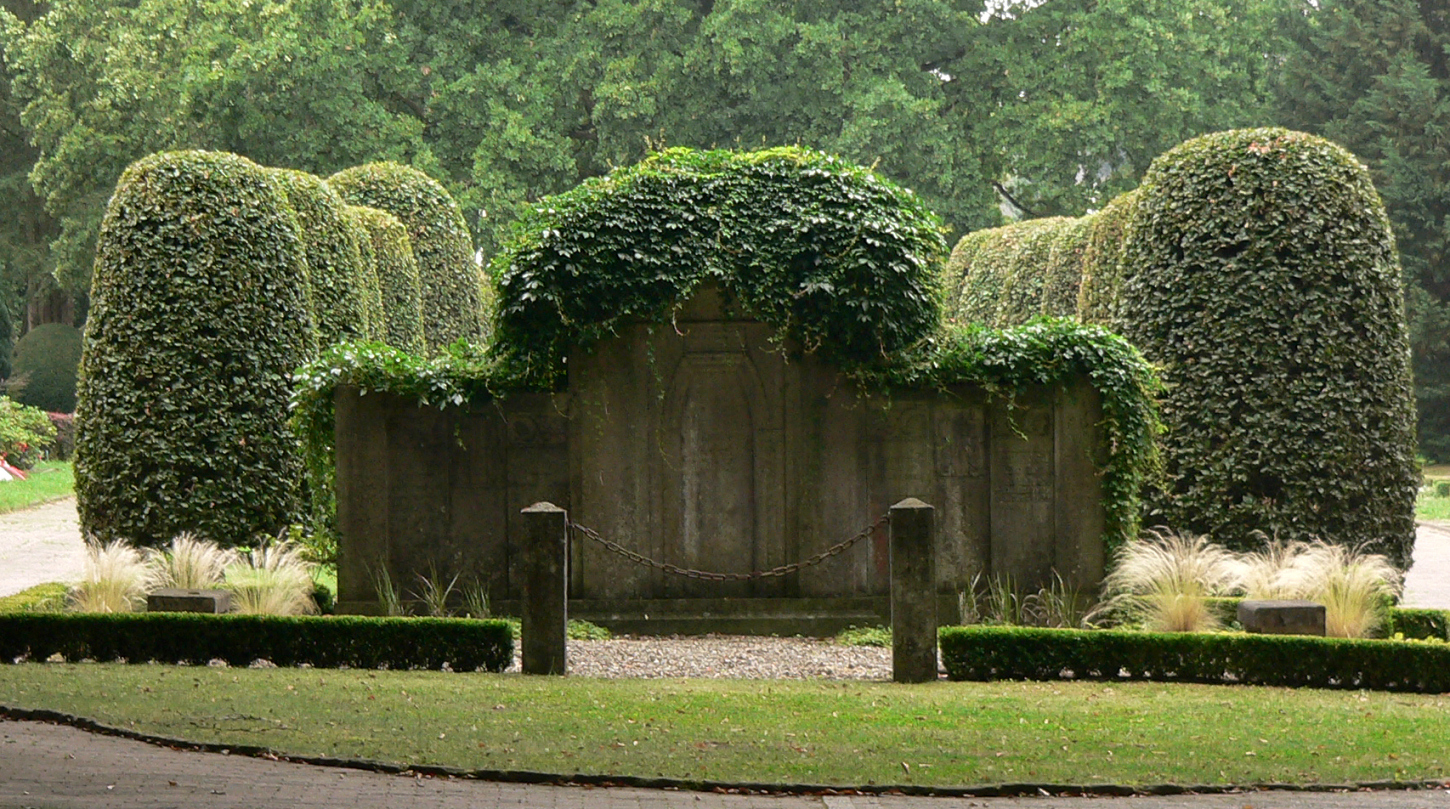
Grabstelle der Familie Lattorf auf dem Stadtteilfriedhof Ahlem

Richard Lattorf (* 15. Mai 1864 in Tiefendorf bei Löbau; † 3. Februar 1959 in Ahlem) war ein deutscher Kaufmann, Industriemanager und Generaldirektor der Naturasphalt AG.

## Leben
Richard Lattorf absolvierte eine kaufmännische Lehre in der von Georg Egestorff gegründeten Egestorffschen Ultramarinfabrik in Linden (an der Davenstedter Straße in Höhe des heutigen Westschnellweges), wo er zum Buchhalter aufstieg.
Schon zuvor war Lattorf in das britische Unternehmen The United Limmer und Vorwohle Rock Asphalt Ltd. eingetreten, die sogenannte „Englische Asphalt“. Dort stieg er 1903 zunächst zum Direktor auf, 1905 zum Generaldirektor. Als solcher ließ er die Bodenstabstraße, eine historische Landstraße in Ahlem, ausbauen und asphaltieren. Die Straße wurde 1935 nach ihm benannt. Zum 1. Mai 1933 war er der NSDAP beigetreten (Mitgliedsnummer 3.181.627). Nach 62 Dienstjahren trat Richard Lattorf 1952 in den Ruhestand. Er wurde mit dem Bundesverdienstkreuz am Bande ausgezeichnet und nach seinem Tod auf dem Waldfriedhof Ahlem beigesetzt.
Schon als junger Mann war Lattorf ein begeisterter Hochradfahrer und ein Mitbegründer des Hannoverschen Bicycle-Clubs von 1881. Später gründete er den englischen Sprachverein English Circle. Richard Lattorf war von 1923 bis 1933 Vorsitzender des Fechtklubs Hannover von 1862.

## Ehrungen
- Eine alte Landstraße in Ahlem wurde 1935 von Bodenstabstraße in Richard-Lattorf-Straße umbenannt.[5]
- Richard Lattorf wurde mit dem Bundesverdienstkreuz am Bande geehrt.[3]